# Open Bogotá 2024
L'Open Bogotá 2024 è stato un torneo maschile di tennis professionistico. È stata la 16ª edizione del torneo, facente parte della categoria Challenger 75 nell'ambito dell'ATP Challenger Tour 2024, con un montepremi di 82 000 $. Si è giocato dal 5 all'11 agosto 2024 sui campi in terra rossa del Carmel Club di Bogotá, in Colombia.

## Partecipanti

### Teste di serie
| Nazionalità | Giocatore              | Ranking* | Testa di serie |
| ----------- | ---------------------- | -------- | -------------- |
| Argentina   | Thiago Agustín Tirante | 97       | 1              |
| Argentina   | Facundo Bagnis         | 132      | 2              |
| Kazakistan  | Dmitrij Popko          | 185      | 3              |
| Ecuador     | Álvaro Guillén Meza    | 225      | 4              |
| Australia   | Bernard Tomić          | 238      | 5              |
| Argentina   | Facundo Mena           | 244      | 6              |
| Colombia    | Nicolás Mejía          | 260      | 7              |
| Argentina   | Juan Pablo Ficovich    | 273      | 8              |

* Ranking al 29 luglio 2024.

### Altri partecipanti
I seguenti giocatori hanno ricevuto una wild card per il tabellone principale:
- Salvador Price
- Johan Alexander Rodríguez
- Miguel Tobón

I seguenti giocatori sono entrati in tabellone come alternate:
- Pedro Boscardin Dias
- Guido Iván Justo

I seguenti giocatori sono passati dalle qualificazioni:
- Tomás Farjat
- Mateo Barreiros Reyes
- Mateo Castañeda
- Alejandro Arcila
- Lorenzo Claverie
- Tristan McCormick

## Punti e montepremi
| Torneo    | Torneo              | V     | F     | SF    | QF    | 2T    | 1T  | Q | Q2  | Q1  |
| Singolare | Punti               | 75    | 44    | 22    | 12    | 6     | 0   | 4 | 2   | 0   |
| Singolare | Premi in denaro ($) | 9 880 | 5 820 | 3 450 | 2 000 | 1 165 | 720 | – | 360 | 185 |
| Doppio    | Punti               | 75    | 44    | 22    | 12    | –     | 0   | – | –   | –   |
| Doppio    | Premi in denaro ($) | 4 250 | 2 450 | 1 480 | 880   | –     | 500 | – | –   | –   |

## Campioni

### Singolare
Facundo Mena ha sconfitto in finale  Mateus Alves con il punteggio di 6–4, 7–5.

### Doppio
Finn Reynolds /  Matías Soto hanno sconfitto in finale  Benjamin Lock /  João Lucas Reis da Silva con il punteggio di 6–3, 6–4.